# 黒姫山 (糸魚川市)
黒姫山（くろひめやま）は、新潟県糸魚川市にある山。標高1,221m。青海黒姫山ともいう。新潟百名山（92）である。

## 概要
黒姫山は、青海川ヒスイ峡ジオサイト内にある日本三百名山に選定された独立峰である。
山頂には黒姫権現の祠と一等三角点がある。日本海に面していることから、海原や山の展望がよいのが特徴。
飛騨山脈の北端に位置する。主稜線上の犬ヶ岳から北東方向に派生した尾根の末端にある。
山全体が石灰岩でできており丸ごと露天掘りによる鉱山となっている。鉱石は山麓にあるデンカ株式会社青海工場に運ばれ、セメントやカーバイドの原料となっている。工場は、24時間操業が行なわれており、工場から出荷される製品輸送のために、近隣のJR北陸本線（現・えちごトキめき鉄道日本海ひすいライン）青海駅まで貨物用の専用鉄道（電気化学工業青海工場専用鉄道）が敷かれていた（現在はJRまでの連絡線が廃線となり、事業所内だけで使用されている）。また、黒姫山東側一帯は明星セメント株式会社（太平洋セメントグループ）糸魚川工場により石灰石が採掘され、6km先の同社セメント製造工場にベルトコンベヤで運ばれ、セメントが製造されているほか、日本海に臨する姫川港から骨材として各地に供給されている。同社鉱山の2013年の採掘量は約300万トンと国内有数の石灰石鉱山となっている。

## 登山路
デンカ青海工場からの入山は、鉱山の開発により通行禁止となった。現在は、隣接する青海川を更に上流へ向かったところにある清水倉登山口から入山しなければならない。標高800mには「金木平」という場所がある。

## その他
旧西頸城郡青海町出身（現在の糸魚川市）の元関脇黒姫山（立浪部屋、引退後は年寄・武隈親方、2019年逝去）及びその孫にあたる黒姫山虎之介（境川部屋）の四股名の由来でもある。
古来からの奴奈川姫伝説が伝わっている。

## 写真

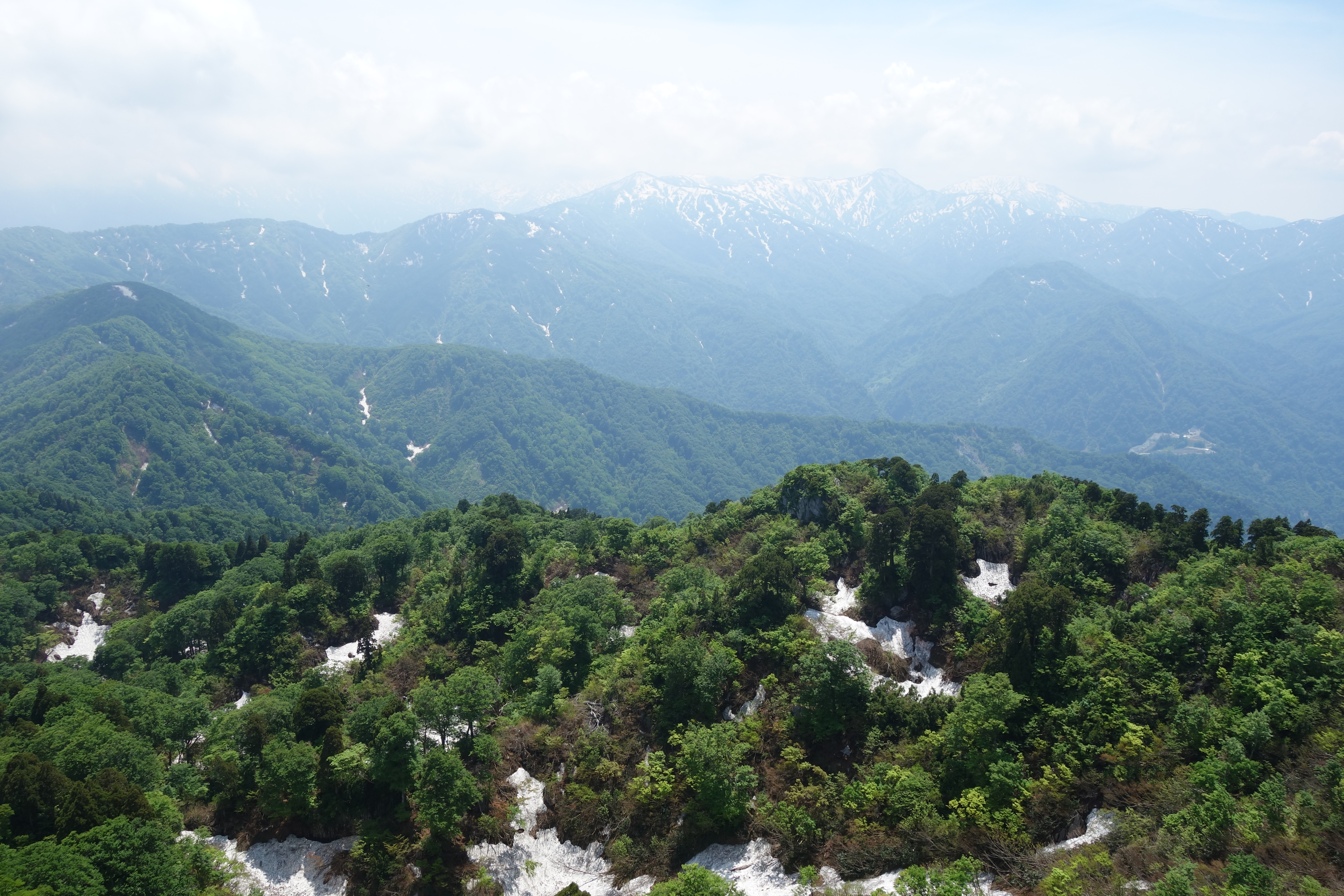
山頂から見た犬ヶ岳
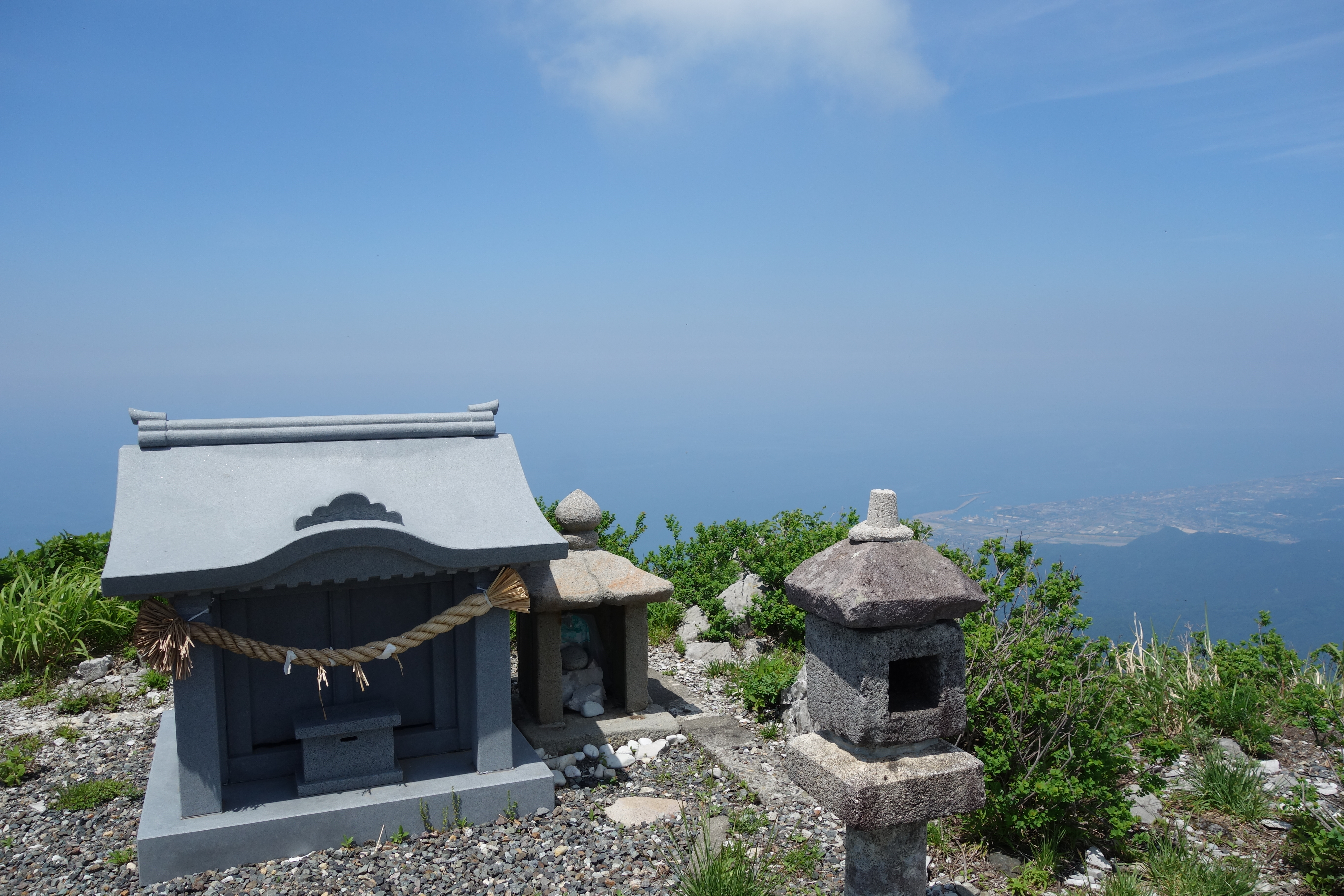
山頂の祠と糸魚川市内
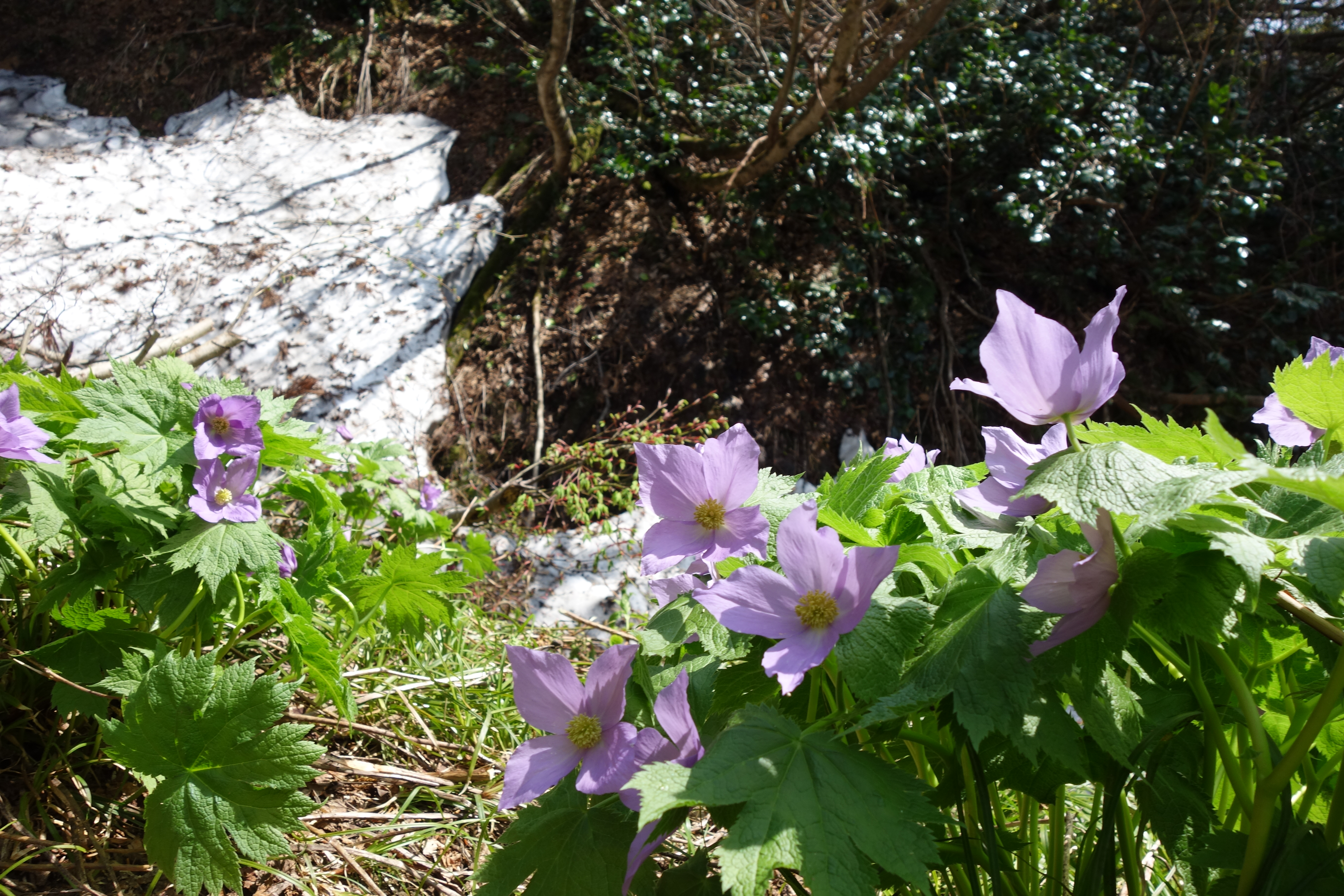
西ノ河原平の雪渓とシラネアオイ(6月上旬)